# Kaliningrad (tỉnh)

Kaliningrad (tiếng Nga: Калинингра́дская о́бласть, Kaliningradskaya oblast), là một chủ thể liên bang của Nga (một tỉnh) nằm trên eo biển Baltic. Dân số: 968.200 (2004) và 955.281 (điều tra 2002); 871.283 (điều tra 1989). Diện tích 15.125 km2.
Tỉnh này hình thành nên phần cực tây của liên bang Nga, nhưng lại không nối với Nga về đất liền. Từ khi Liên Xô sụp đổ, nó trở thành một vùng đất bị tách ra của Nga vây quanh bởi Litva (giáp các hạt Marijampolė, Tauragė, Klaipėda), Ba Lan (giáp các tỉnh Podlaskie và Warmińsko-Mazurskie) và biển Baltic. Cách duy nhất để di chuyển tới phần lục địa Nga là bằng đường hàng không hoặc đường biển. Sự phân cách về chính trị trở nên rõ ràng hơn khi cả Litva và Ba Lan trở thành thành viên của Liên minh châu Âu và NATO, đồng thời gia nhập Khối Schengen, điều này đồng nghĩa với việc tỉnh bị vây quanh bởi những tổ chức này.
Thành phố lớn nhất và là trung tâm hành chính của tỉnh là Kaliningrad (từng được biết đến là Königsberg), thành phố từng là một đô thị lớn của vương quốc Phổ trong lịch sử và từng là thủ đô của Đông Phổ, nó bị Liên Xô và Ba Lan chiếm sau Thế chiến II và được đặt lại theo tên của Mikhail Kalinin.
Lãnh thổ Kaliningrad Oblast từng là phần phía bắc của Đông Phổ trong lịch sử (một phần của Đức cho tới năm 1945), sau đó được gán cho CHXHCNXV Nga bởi Hội nghị Potsdam, ngoài trừ Memelland thuộc CHXHCNXV Litva nằm trong Liên Xô.

## Liên kết
- Official website of Kaliningrad Oblast Lưu trữ ngày 1 tháng 3 năm 2020 tại Wayback Machine (tiếng Nga)
- A. Liucija Arbusauskaité "The Soviet Policy Towards the "Kaliningrad Germans" 1945-1951 Lưu trữ ngày 28 tháng 5 năm 2008 tại Wayback Machine" chapter in "Themenheft: Eingliederung und Ausgrenzung. Beiträge aus der Historischen Migrationsforschung. Hrsg.: Jochen Oltmer Osnabrück: IMIS, 1999. ISSN 0949-4723
- Photos of Kaliningrad Lưu trữ ngày 16 tháng 5 năm 2008 tại Wayback Machine
- Photos of Kaliningrad Oblast by Dutch Joost Lemmens
- Master's thesis by Sergey Naumkin on the possibility of Kaliningrad integrating with the EU as a special economic zone
- Life in Kaliningrad Oblast Lưu trữ ngày 25 tháng 6 năm 2006 tại Wayback Machine (tiếng Nga)
- Spuren der Vergangenheit / Следы Пρошлого (Traces of the past) Lưu trữ ngày 27 tháng 10 năm 2007 tại Wayback Machine This site by W.A. Milowskij, a Kaliningrad resident, contains hundreds of interesting photos, often with text explanations, of architectural and infrastructural artifacts of the territory's long German past. (tiếng Đức) (tiếng Nga)
- City and Reagen News Lưu trữ ngày 21 tháng 9 năm 2020 tại Wayback Machine

54°43′B 20°31′Đ / 54,717°B 20,517°Đ